# Topfield

Logo

Topfield Co., Ltd. is een Zuid-Koreaanse elektronicafabrikant met het hoofdkantoor in Bundang. Het bedrijf vervaardigt voornamelijk satelliet- en kabelontvangers, settopboxen voor ontvangst van digitale televisiesignalen en digitale videorecorders voor gebruik in combinatie met satelliettelevisie of digitale televisie.